# Antideutsche

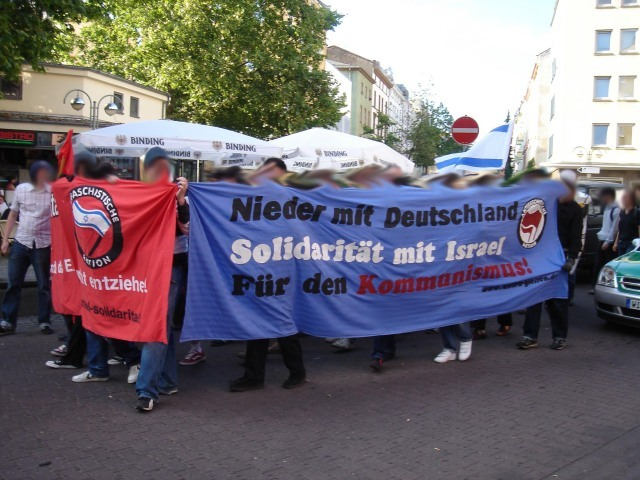
Demonstranten in Frankfurt 2006 auf einer von antideutschen Gruppen organisierten Demo unter dem Motto Nieder mit Deutschland

Antideutsche sind eine aus verschiedenen Teilen der Linken hervorgegangene politische Strömung in Deutschland und Österreich. Akteure dieser Strömung wenden sich gegen den deutschen Nationalismus, der insbesondere im Zuge des Beitritts der DDR zur BRD (deutschen Wiedervereinigung) erstarkte („Baseballschlägerjahre“). Weitere antideutsche Positionen sind Solidarität mit Israel sowie Gegnerschaft zu Antizionismus, Antisemitismus, Antiamerikanismus als auch bestimmten („regressiven“) Formen des Antikapitalismus und Antiimperialismus. Diese führten und führen zu Kontroversen innerhalb des linken Spektrums.

## Begriffsgeschichte
Markus Mohr und Sebastian Haunss führen die Geschichte des Begriffs „antideutsch“ auf „mehr oder minder explizit antideutsch motivierte Ideen und Gedanken“ zurück. So habe 1844 Karl Marx in seiner Einleitung zur Kritik der Hegelschen Rechtsphilosophie den „Krieg den deutschen Zuständen! Allerdings!“ gefordert. Antideutsche Ideen habe auch Sebastian Haffner in den 1930er Jahren in seinen Büchern Germany: Jekyll & Hyde und Geschichte eines Deutschen entwickelt. Der britische Diplomat Robert Vansittart habe während des Zweiten Weltkrieges allen Deutschen eine „pathologische Aggressivität“ unterstellt und sie als „die Störenfriede der Zivilisation seit Tacitus“ bezeichnet.
In der Neuen Linken taucht erstmals auf der Titelseite des linksradikalen Untergrundblattes 883 aus West-Berlin in der 27. Ausgabe vom 14. August 1969 die Formulierung „Anti-deutsche Agitation“ auf. Es „scheint dieser Begriff offenbar von der militant-antikommunistisch eingestellten Frontstadtbevölkerung den protestwilligen Studenten entgegen gehalten worden zu sein“, so Mohr und Haunss.
Der Begriff Antideutsche war bis 1989 noch eine ziemlich diffuse Fremdbezeichnung für die innerdeutsche antipatriotische Bewegung wie auch für die Politik der Anti-Hitler-Koalition gegenüber dem NS-Staat im Zweiten Weltkrieg. Vor dem Hintergrund des Zweiten Golfkrieges 1991, bei dem es auf Antikriegsdemonstrationen laut Bundesinnenministerium auch zu Sympathieäußerungen für das Regime Saddam Husseins gekommen war, solidarisierten sich insbesondere die Zeitschrift konkret, deren Herausgeber Hermann L. Gremliza und Teile des zerfallenden Kommunistischen Bundes (KB) bedingungslos mit dem Staat Israel. Seine heutige Prägung erfuhr der Begriff erst später. 1990 verfasste Jürgen Elsässer einen programmatischen Artikel Warum die Linke antideutsch sein muß. Zudem gab es das bundesweite zentrale Bündnis Radikale Linke mit der Parole „Nie wieder Deutschland“ und in dem Kontext zwei Großdemonstrationen, eine zuerst in Frankfurt am Main am 12. Mai 1990 und danach die Demonstration am 3. November 1990 in Berlin mit unter dem Titel „Der Tod ist ein Meister aus Deutschland“. In der Folgezeit entstanden unter anderem aus dem Spektrum des ehemaligen Kommunistischen Bundes mit seiner Monatszeitung Arbeiterkampf durch Abspaltung die Monats-Magazine 17°C und die Bahamas  rund um Justus Wertmüller. Während die 17°C nicht lange existierte, wurde von der Bahamas und ihren Anhängern „anti-deutsch“ als Selbstbezeichnung einer spezifischen politischen Strömung geprägt. Im Vorfeld der Bahamas-Konferenz 2009 wurde dann eine Distanzierung von der selbstgewählten Zuschreibung vollzogen und ein Abschied von den „abgehangenen Attributen“ kommunistisch, israelsolidarisch sowie antideutsch verkündet und die Begrifflichkeit „ideologiekritisch“ als neuer zentraler Bezugspunkt eingeführt. Ebenso distanzierten sie sich vehement von den ehemals vertretenen Positionen.
Der Kosovokrieg, den die rot-grüne Bundesregierung mit der deutschen Vergangenheit legitimierte, führte 1999 zu Kontroversen in der politischen Linken: Die Mehrheit der radikalen Linken, aber auch etablierte Linksliberale stellten sich auf die Seite Serbiens und gegen die Intervention der NATO, sehr wenige „Antiimperialisten“ solidarisierten sich mit der UÇK, einige autonome und „antinationale“ Linke wandten sich in abstrakter Weise sowohl gegen die NATO-Intervention als auch gegen den serbischen Krieg und Nationalismus. Die pro-serbische Position vereinte auch die ansonsten feindseligen „Antideutschen“ und „Antiimperialisten“.
Nach dem Terrorangriff der Hamas auf Israel 2023 kam es bundesweit zu Demonstrationen pro-palästinensischer Linker und Angriffe auf Projekte wie die Rote Flora, denen aufgrund einer Positionierung gegen Antisemitismus ein „antideutscher Grundkonsens“ unterstellt wurde.

## Positionen und Selbstverständnis
Die Antideutschen sind eine heterogene, aber in zentralen Punkten konsistente politische Strömung innerhalb der radikalen Linken, die sich infolge der deutschen Wiedervereinigung und vor dem Hintergrund globaler Konflikte (u. a. Zweiter Golfkrieg) formierte. Ihr ideologisches Zentrum ist eine fundamentale Ablehnung des deutschen Nationalismus, eine radikale Kritik an Antisemitismus, Antizionismus und Antiamerikanismus sowie eine grundsätzliche Solidarität mit Israel als Zufluchtsort jüdischen Lebens nach der Shoah. Viele Vertreter der antideutschen Strömung betrachten die bedingungslose Solidarität mit Israel nicht nur als moralisches Gebot, sondern als zentrales Identitätsmerkmal der Bewegung. Diese Haltung dient bewusst der Abgrenzung vom innerhalb der deutschen Linken weit verbreiteten Antizionismus und wird von den Antideutschen strategisch als Bruch mit traditionellen linken Denkmustern verstanden.
Antideutsche verstehen sich selbst oft als konsequente Weiterdenker der linken Tradition – insbesondere in der Auseinandersetzung mit dem von ihnen postulierten Versagen klassischer linker Bewegungen, den Antisemitismus ausreichend zu erkennen und zu bekämpfen. Sie kritisieren weite Teile der radikalen Linken dafür, autoritäre oder reaktionäre Regime unter dem Banner des Antiimperialismus zu relativieren oder zu unterstützen.
Ein besonders scharfer Konflikt entwickelte sich zwischen den Antideutschen und der deutschen Friedensbewegung. Diese wurde von den Antideutschen als nationalistisch, geschichtsvergessen und latent antisemitisch wahrgenommen. Der Slogan „Nie wieder Deutschland“ richtete sich explizit gegen das Friedensnarrativ einer versöhnten Nation. Gleichzeitig kam es zu internen Auseinandersetzungen innerhalb der antideutschen Szene, unter anderem im Streit um die Rezeption von Daniel Goldhagens Thesen, die Rolle des Antiamerikanismus sowie die Bewertung postkolonialer Diskurse. Diese Friktionen spiegelten sich auch in publizistischen Foren wie Bahamas und Jungle World, die unterschiedliche Ausprägungen antideutscher Positionen repräsentierten.
Nach den Terroranschlägen vom 11. September 2001 bezogen viele Antideutsche dezidiert Stellung gegen islamistischen Terrorismus, den sie häufig mit dem Begriff „Islamofaschismus“ belegten. Diese Gruppen interpretierten den Islamismus als moderne Erscheinungsform des Faschismus und setzten ihn in Kontinuität zum historischen Nationalsozialismus. Entsprechend unterstützten sie militärische Interventionen der Vereinigten Staaten, etwa in Afghanistan oder im Irak, sofern diese als Teil des Kampfes gegen antisemitische Ideologien verstanden wurden. Diese Position führte zu einer weiteren Polarisierung innerhalb der deutschen Linken.
Die antideutsche Szene ist publizistisch geprägt und tritt seltener in Form politischer Organisationen auf. Ihre Diskurse sind stark theoriebezogen, häufig beeinflusst durch Kritische Theorie (Adorno, Horkheimer), aber auch durch polemisch-essayistische Stilformen.
Typische Elemente antideutscher Positionen können also wie folgt charakterisiert werden:
- radikale Solidarität mit Israel, einschließlich einer konsequenten Verteidigung seines Rechts auf Selbstverteidigung und seiner Existenz als jüdischer Staat – selbst dann, wenn dies zu umstrittenen Positionen in Bezug auf israelische Militäreinsätze führt;
- Kritik an strukturellem Antisemitismus in linken, antiimperialistischen und islamistischen Diskursen;
- Ablehnung von Deutschtümelei und nationaler Identität als potenziell faschistoide Form;
- Distanz zu antiwestlicher, antiamerikanischer Rhetorik, die als Einfallstor für verkappten Antisemitismus gilt;
- Misstrauen gegenüber regressivem Antikapitalismus, insbesondere wenn er mit antisemitischen Stereotypen („raffendes Kapital“) arbeitet.

## Kontroverse
Nach dem Russischen Überfall auf die Ukraine von 2022 wandte sich die konkret, das älteste Medium des antideutschen Spektrums, von seinem bisher in der Außenpolitik verfolgten eher pro-westlichen Kurs ab und titelte kurz vor dem russischen Überfall auf die Ukraine mit einer antiimperialistischen „Nato-Aggression gegen Russland“. Dies führte dazu, dass 30 Autoren des Blattes erklärten, nicht mehr für die konkret schreiben zu wollen.

## Kritik aus anderen linken Strömungen
Im Kern wird den Antideutschen eine „Rückkehr in die bürgerliche Wertegemeinschaft“ unter Aufgabe linkspolitischer Grundwerte vorgeworfen.
Gerhard Hanloser bemängelte im von ihm herausgegebenen Sammelband Sie warn die Antideutschesten der deutschen Linken, hieran anknüpfend, eine „Kritische Kritik“, wie Karl Marx sie in Bezug auf Bruno Bauer als bloß theoretisierende, nicht aber praktische Kritik bekämpfte. Diese „Kritische Kritik“ sei letztlich, so Hanloser, nur eine „Selbstbespiegelung vermeintlich kritischer Geister“. Kritik verkomme so zum „Habitus“ und setze sich mit „Denunziation“ und „Polemik“ gleich, was sich auch im oft unsachlichen Stil antideutscher Publikationen widerspiegele. Ilse Bindseil kritisiert in einem im gleichen Sammelband erschienenen Beitrag, dass die Antideutschen sich letztlich nicht mit den Konsequenzen von Auschwitz für die deutsche Gesellschaft und für die eigene Biografie beschäftigten. Sie wirft den Antideutschen moralisches Sektierertum vor und sieht dessen Ursache in einer „Suche nach Flucht in die Unschuld“ der Nach-68er, die erkennen mussten, dass der Bruch mit der Nazi-Generation sie nicht vor den Zuständen der „postfaschistischen Gesellschaft“ schütze. Statt der Komplexität von Themen wie Auschwitz gerecht zu werden, bestehe in diesem Teil der Gesellschaft der Hang zu unterkomplexen Reflexions- und Handlungsschemata, die letztlich vom Ausgangsproblem ablenkten und dieses nicht mehr transparent erscheinen ließen. „Das Böse musste her, damit der Riss in der Biografie gekittet werden konnte.“

## Einschätzung durch Behörden

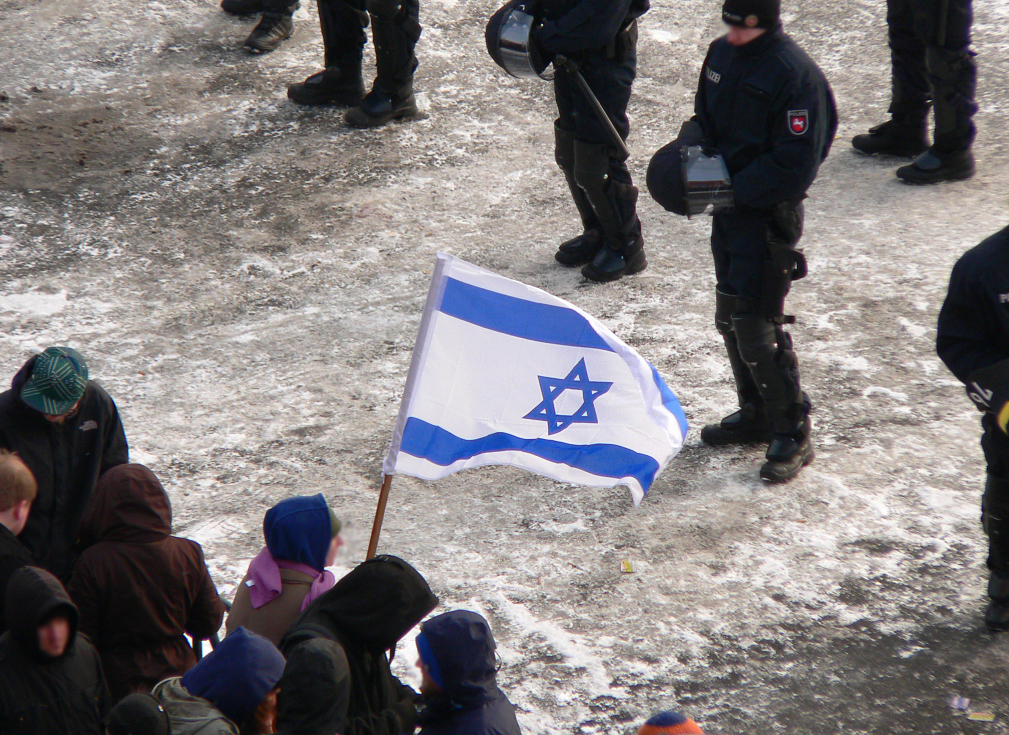
Demonstration mit Israelflagge, 2013

Der Verfassungsschutzbericht des Bundes von 2006 stellte die Antideutschen aufgrund unterschiedlicher ideologischer Ausprägungen nicht als einheitlichen Block dar. Als Gemeinsamkeit nannte er das Bekenntnis zu „bedingungslose[r] Solidarität mit der Politik Israels und dem jüdischen Volk“. Dies schließe die „Befürwortung aller Maßnahmen ein, die geeignet erscheinen, den Bestand des Staates Israel als einzigen Schutzraum der Holocaustüberlebenden zu sichern. Da die USA als einziger ‚ehrlicher‘ Verbündeter Israels gesehen würden, wendeten sich Teile der Antideutschen gegen jede Form des Antiamerikanismus.“ Der Verfassungsschutzbericht 2008 sah den Höhepunkt des antideutschen Einflusses auf den „traditionellen Linksextremismus“ inzwischen überschritten; ihm werde in der Szene kaum noch Aufmerksamkeit entgegengebracht. Im Bericht des Folgejahres wurden Antideutsche nicht mehr erwähnt.
Nach einem von der Bundeszentrale für politische Bildung veröffentlichten Aufsatz des Politikwissenschaftlers Rudolf van Hüllens aus dem Jahr 2015 verdiene die offensichtliche Bewusstwerdung des rassistisch-antisemitischen Charakters des Nationalsozialismus bei den Antideutschen Anerkennung, denn die Ausblendung des Antisemitismus stelle eine der gravierendsten ideologischen Fehlleistungen des Antifaschismus dar. Zugleich würden sich die Antideutschen – „vermutlich unwissentlich“ – auf die Trennlinie zubewegen, die demokratisches Engagement für Entwicklungsländer und gegen Rechtsextremismus wie auch Antisemitismus bisher von ihren linksextremistischen Verzerrungen „Antiimperialismus“ und „Antifaschismus“ geschieden habe. Dabei seien Ablösungsprozesse von totalitären Ideologien des Marxismus-Leninismus in Gang gekommen. Allerdings sei die undifferenzierte Assoziation des Islam mit islamistischer Gewalt gegenaufklärerisch und geeignet, gruppenbezogene Menschenfeindlichkeit zu fördern. Das gelte auch für die Suggestion, die Deutschen seien aufgrund historischer, kultureller kollektiver mentaler Prägungen in besonderem Maße für extremistische Gewalt gegenüber anderen prädestiniert.

## Medien des antideutschen Spektrums
- ça ira Verlag
- Bahamas (bis zur Distanzierung 2009)
- Bonjour Tristesse[24] Halle (Saale)
- Jungle World
- Konkret
- Ruhrbarone[25][26]